# Irish Hill Copse
Irish Hill Copse est un site d'intérêt scientifique particulier d’une superficie de 16 hectares (39,52 acres) dans la paroisse civile de Hamstead Marshall dans le comté anglais du Berkshire. Le site est officiellement classé depuis 1984.

## Présentation
Ce site de taillis anciens comprend une vaste zone calcicole de taillis d’Ulmo-fraxinetum (Umus glabra et Fraxinus excelsior) ou frênaie alluviale sur les pentes de la colline, évoluant vers une association d’Ulmeto-aceretum (Ulmus glabra et Acer pseudoplatanus) ou érablière (de ravin) à orme humide et de Querceto-fraxinetum ou chênaie-frênaie acidiphile à noisetier et peuplier sur les parties les plus hautes.
Les faibles pentes sont dominées par la mercuriale vivace (Mercurialis perennis), avec une abondance de parisette à quatre feuilles (Paris quadrifolia), de lathraea (Lathraea squamaria), de Sceau-de-Salomon multiflore (Polygonatum multiflorum), de Neottia (Listera ovata) et d'Orchis mâle (Orchis mascula) et, localement, de Narcisse jaune (Narcissus pseudonarcissus).